# Visoki Rid
Visoki Rid är ett berg i Nordmakedonien.   Det ligger i kommunen Kratovo, i den norra delen av landet, 50 kilometer öster om huvudstaden Skopje. Toppen på Visoki Rid är 845 meter över havet.